# Audrey Rose
Audrey Rose (bra: As Duas Vidas de Audrey Rose) é um filme norte-americano de 1977, dos gêneros drama, fantasia, horror e suspense, dirigido por Robert Wise, com roteiro de Frank De Felitta, baseado em seu romance homônimo publicado em 1975.

## Sinopse
Janice (Marsha Mason) e Bill Templeton (John Beck) são um casal que vive feliz com sua filha única, a bem-comportada pré-adolescente Ivy (Susan Swift). Essa imagem de família feliz começa a ser decomposta com a chegada do estranho Elliott Hoover (Anthony Hopkins). Depois de suspeitas de que ele pretende molestar sexualmente Ivy, Hoover tenta convencer aos pais que seu interesse (quase uma obsessão) pela garota é apenas paternal. Para ele, a menina é a reencarnação de sua filha, morta em um terrível acidente. Coisas estranhas começam a acontecer a partir desse momento.

## Prêmios e indicações
Prêmio Saturno 1978 (Academy of Science Fiction, Fantasy & Horror Films, EUA)
- Indicado
  - Melhor ator em filme de horror (Anthony Hopkins)[carece de fontes?]
  - Melhor atriz em filme de horror (Marsha Mason)[carece de fontes?]